# Норманден (Квебек)
Норманден (фр. Normandin) — город в провинции Квебек в Канаде, в регионе Сагеней — Озеро Сен-Жан. В 2014 году в городе проживало 3218 человек.

## Географическое положение

Положение Нормандена в региональном муниципалитете Мария-Шадлен

Норманден находится в 25 км к северо-западу от озера Сен-Жан на севере Парка Лаврентиды. Город находится в региональном муниципалитете Мария-Шадлен.

## История
В 1733 году Джозеф-Лоран Норманден был отправлен исследовать местность, на которой расположен современный город, и подготовить карту рек и озёр региона. Он был первым человеком, который межевал территории к северо-западу от озера Сен-Жан. В соответствии с его записями были установлены границы региона Сагеней. Первые поселенцы прибыли в 1878 году. Город Норманден был создан 14 февраля 1979 года при слиянии деревни Норманден и прихода Норманден.
Экономика города основана на сельском хозяйстве и лесозаготовках. В 1936 году была открыта экспериментальная ферма, на которой изучали климатические условия и земли около озера Сен-Жан. Колонизация земель означала очищение земли от леса. Началось активное строительство лесопилок. Для поддержания возобновляемого ресурса в 1927 году была создана организация по посадкам леса.

## Население
Согласно переписи населения 2011 года, в Нормандене проживали 3137 человек (50,4 % — мужчины, 49,6 % — женщины). Средний возраст — 47,1 лет. 14,0 % населения города составляли дети младше 14 лет, 5,9 % — население от 15 до 19 лет, 22,0 % — от 20 до 39 лет, 31,4 % — от 40 до 59 лет, 26,6 % — люди старше 65 лет. Из 2690 человек старше 15 лет, 1125 состояли в официальном браке, 560 — в гражданском браке, 635 никогда не были женаты. В Нормандене 1370 домашних хозяйств и 925 семей, среднее количество человек в семье — 2,8 человека, в домашнем хозяйстве — 2,2. У 99,7 % населения единственным родным языком является французский, только 0,2 % населения признали английский язык единственным родным.
Медианный доход в городе — 24 637 $. Медианный доход семьи в 2010 году составлял 61 623 $, домашнего хозяйства — 44 090 $.
Динамика населения:
| 1991 | 1996 | 2001 | 2006 | 2011 | 2014 |
| ---- | ---- | ---- | ---- | ---- | ---- |
| 3957 | 3873 | 3524 | 3220 | 3137 | 3218 |